# Chapelle-fontaine Sainte-Radegonde dite la Grand Font
La chapelle-fontaine Sainte-Radegonde, dite la Grand Font est une chapelle catholique française. Elle est située sur le territoire de la commune de La Châtre, dans le département de l'Indre, en région Centre-Val de Loire.

## Situation

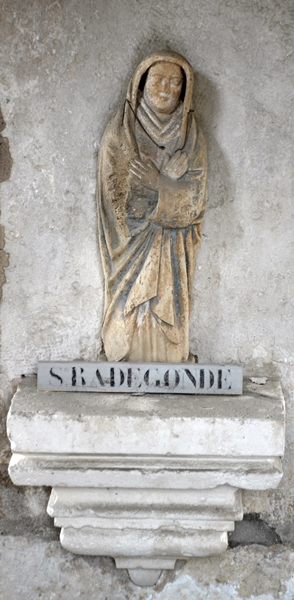
Sainte Radegonde (La Châtre).

La chapelle se trouve dans la commune de La Châtre, au sud du département de l'Indre, en région Centre-Val de Loire. Elle est située dans la région naturelle du Boischaut Sud.

## Toponymie
Radegonde de Poitiers (Radegundis en latin), née  vers 519 à Erfurt en Thuringe,  morte le 13 août 587 à Poitiers, est une princesse thuringienne, devenue reine des Francs en épousant Clotaire Ier, fils de Clovis.

## Histoire
Ce petit édifice est un exemple unique de fontaine publique du XVe siècle encore bien conservée. 
Elle a été restaurée en 1853.
L'édifice est inscrit au titre des monuments historiques le 16 juillet 1925.
À La Châtre, la chapelle était notamment fréquentée par les jeunes femmes enceintes, désireuses de favoriser ainsi le bon déroulement de leur grossesse.

## Description
Au pied de l'ancien donjon de La Châtre se trouve un petit édicule du XVe siècle, la chapelle-fontaine de la Grand Font. Autour d'un socle à six pans, autrefois surmonté d'un calvaire, se trouvent trois petites niches dont deux forment chapelles et la troisième donne accès à la source. Ces petits édicules contiennent eux-mêmes des petites niches dont l'une contient une statue de sainte Radegonde. Des fleurons à choux frisés terminent deux des frontons, et trois rosaces tréflées décorent les pans intermédiaires.